# Prossiana
Prossiana (en ukrainien : Просяна) est une commune urbaine de l'oblast de Dnipropetrovsk, en Ukraine. Sa population s'élevait à 4 200 habitants en 2024.

## Géographie
Prossiana est située à 86 km au nord-est de Zaporijia, à 105 km au sud-est de Dnipro, à 108 km à l'ouest de Donetsk et à 497 km au sud-est de Kiev.

## Histoire
Le nom de Prossiana provient de la richesse des moissons de mil sur le territoire du village. Des réserves de kaolin y furent découvertes en 1882. La première usine de Russie pour l'enrichissement du kaolin fut construite en 1894. Le village de Prossiana accéda au statut de commune urbaine en 1938.

## Population
Recensements (*) ou estimations de la population :
| 1959* | 1970* | 1979* | 1989* | 2001* |
| ----- | ----- | ----- | ----- | ----- |
| 5 410 | 6 103 | 6 365 | 6 615 | 5 618 |

| 2009  | 2010  | 2011  | 2012  | 2013  |
| ----- | ----- | ----- | ----- | ----- |
| 5 337 | 5 296 | 5 198 | 5 125 | 5 102 |

| 2022  | 2024  | - | - | - |
| ----- | ----- | - | - | - |
| 4 547 | 4 200 | - | - | - |

## Économie
La principale entreprise de Prossiana est le Combinat d'extraction et d'enrichissement minier de Prossiana
(en russe : Просянский горно-обогатительный комбинат, Prossianski gorno-obogatitelny kombinat), qui produit du kaolin.